# Lasea

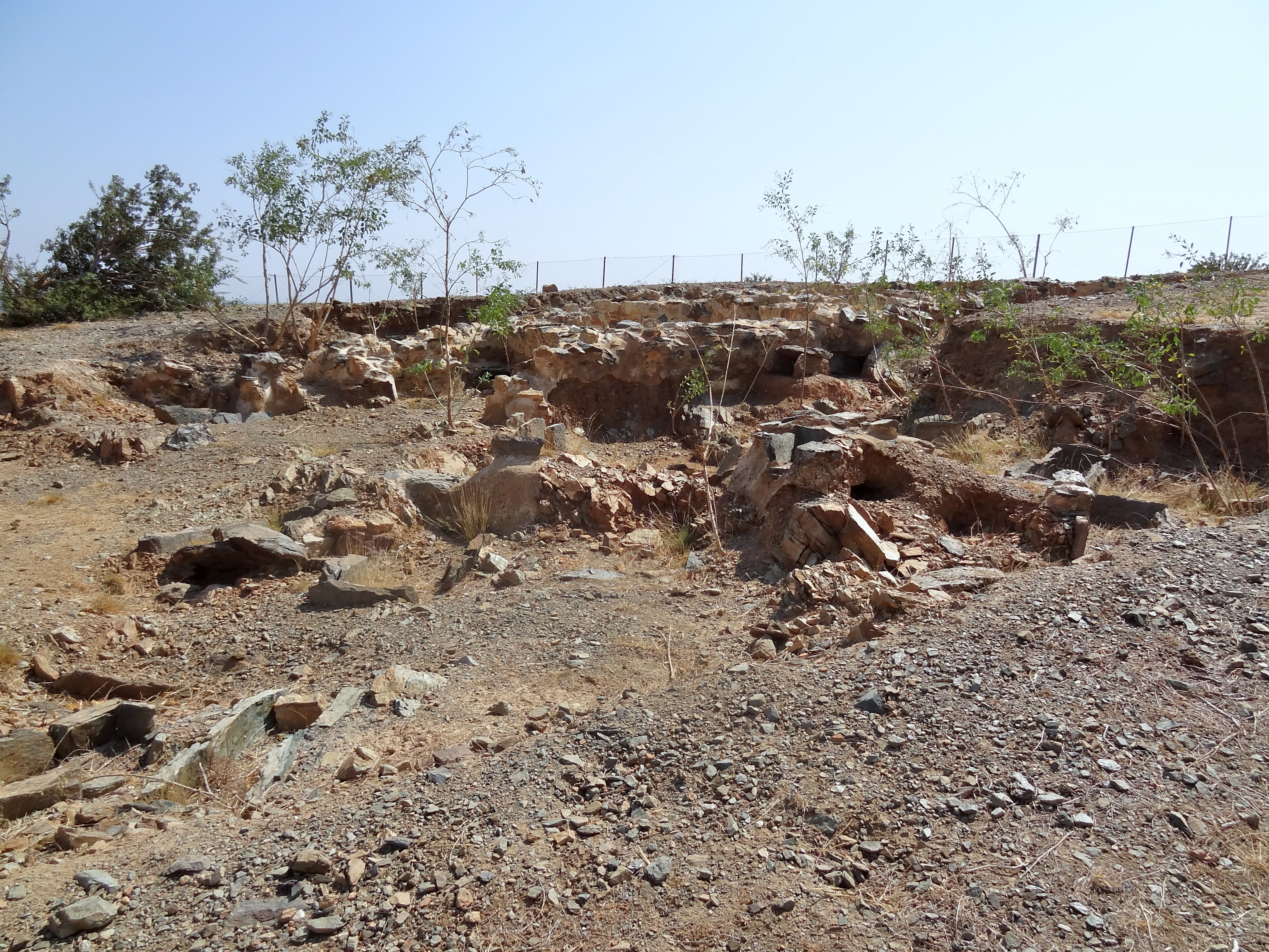
Przypuszczalne ruiny Lasei

Lasea (gr. Λασαία Lasaia) – starożytne miasto na Krecie, wspomniane w Dziejach Apostolskich (27,8). Położone było w odległości około 8 kilometrów od Pięknych Przystani.
Dokładna lokalizacja Lasei jest problematyczna, poza Biblią nie jest bowiem wymieniana nigdzie indziej w starożytnej literaturze. Przypuszczalnie jest identyczna ze wspomnianym przez Pliniusza Starszego (Historia naturalna 4.12.10) Lasos. Powszechnie identyfikuje się miasto z ruinami odkrytymi w 1852 roku przez T.A.B. Spratta.